# 경상수지

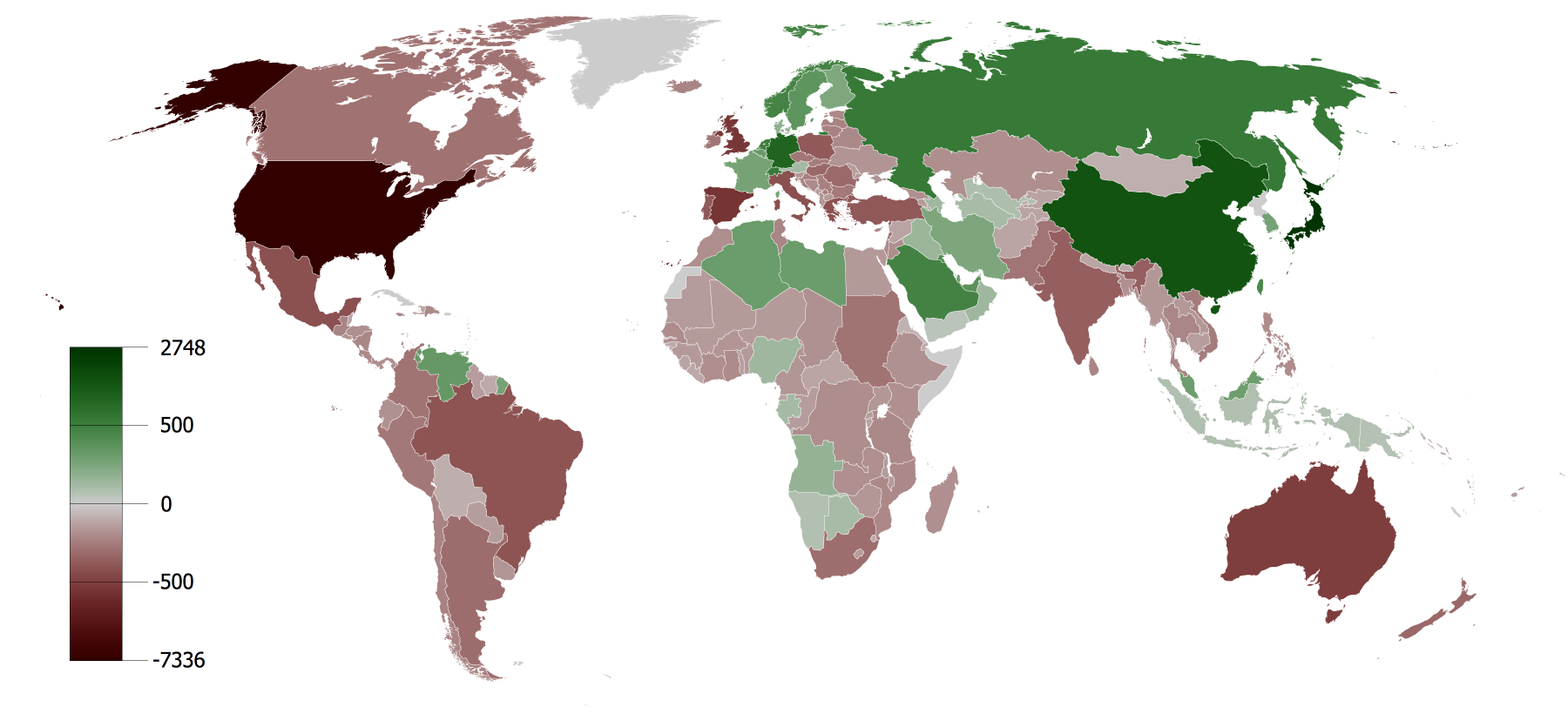
국제 통화 기금 자료에 따른 1980-2008년 축적 경상 수지.

경상수지(經常收支, current account balance)는 국가가 재화와 서비스를 외국과 거래한 결과로 나타나는 수입과 지출의 차액이다.
자본의 유입 및 유출을 나타내는 자본수지와 함께 국제수지를 구성하며, 상품수지, 서비스수지, 본원소득수지, 이전소득수지로 세분된다. 상품수지(무역수지)는 일반적인 상품의 수출입, 서비스수지는 운송, 여행, 금융, 지적재산 사용료 등 서비스의 거래, 본원소득수지는 국내외 노동자의 임금 소득과 투자 소득, 이전소득수지는 개인 송금, 기부, 원조 등 무상으로 주고받는 거래에서 발생한 수지이다.
경상거래(경제 부문에서 항상 이루어지는 거래)로 이루어진 지표이고, 자본수지에 비해 상대적으로 안정적이기 때문에 경제 발전의 측정과 전망, 경제 정책의 수립과 평가 등에 널리 이용된다.

## 개요
경상수지는 경제 성장의 중요한 지표이다. 이는 무역수지(상품 및 서비스 수출에서 수입을 뺀 값), 해외 순이익, 순경상이전액의 합계로 정의된다. 플러스 경상 수지는 해당 국가가 나머지 세계에 대한 순 대출 기관임을 나타내고 마이너스 경상 수지는 나머지 세계의 순 차용자임을 나타낸다. 경상수지 흑자는 한 국가의 순대외자산을 흑자만큼 증가시키고, 경상수지 적자는 그 금액만큼 감소시킨다.
한 국가의 무역수지는 일정 기간 동안 모든 금융 이체, 투자 및 기타 구성 요소를 제외하고 해당 국가의 상품 및 서비스 수출과 상품 및 서비스 수입 간의 순 또는 차이이다. 한 국가는 수출이 수입을 초과하면 무역 흑자를, 수입이 수출을 초과하면 무역 적자가 발생한다.
해외 순매출액은 일반적으로 경상수지 흑자에 기여한다. 해외 마이너스 순매도는 일반적으로 경상수지 적자에 기여한다. 수출은 플러스 순매출을 창출하고 무역수지는 일반적으로 경상수지의 가장 큰 구성 요소이기 때문에 경상수지 흑자는 일반적으로 플러스 순 수출과 관련이 있다.
순 요소소득 또는 소득 계정에서 소득 지불은 유출이고 소득 영수증은 유입이다. 소득은 해외 투자로 인한 영수증(참고: 투자는 자본 계정에 기록되지만 투자 소득은 경상 계정에 기록됨)과 해외에서 일하는 개인이 본국에 있는 가족에게 송금한 돈이다. 소득 계정이 마이너스이면 국가는 이자, 배당금 등을 받는 것보다 더 많이 지불하고 있는 것이다.
소득 계정의 다양한 하위 범주는 자본 계정의 특정 하위 범주와 연결되는데, 이는 소득이 종종 자본 (자산) 또는 해외 마이너스 자본 (부채)의 소유권으로 인한 요인 지불로 구성되기 때문이다. 자본 계정에서 경제학자와 중앙은행은 다양한 유형의 자본에 대한 내재 수익률을 결정한다. 예를 들어, 미국은 외국인이 미국 자본을 소유함으로써 얻는 것보다 외국 자본으로부터 훨씬 더 많은 수익을 얻는다.
전통적인 국제수지 회계에서 경상수지는 순외자산의 변화와 같다. 경상수지 적자는 순 해외 자산의 감소를 의미한다.
경상수지 = 순 해외자산의 변화.
경제가 경상수지 적자를 겪고 있다면, 그것은 생산하는 것보다 더 많이 흡수하고 있다(흡수 = 국내 소비 + 투자 + 정부 지출). 이는 다른 일부 경제가 저축을 빌려주거나(경제에 대한 부채 또는 직접/포트폴리오 투자의 형태로) 경제가 공식 외화 보유고와 같은 외국 자산을 고갈시키는 경우에만 발생할 수 있다.
반면에, 경제가 경상수지 흑자를 내고 있다면 그것은 생산하는 것보다 적게 흡수하고 있는 것이다. 이것은 절약하고 있음을 의미한다. 경제가 개방됨에 따라 이 저축은 해외에 투자되고 따라서 해외 자산이 창출되고 있다.

## 계산
일반적으로 경상수지는 경상수지의 4가지 구성 요소인 상품, 서비스, 소득 및 경상이체를 더하여 계산다.
- 상품: 본질적으로 움직일 수 있고 물리적이기 때문에 상품은 종종 전 세계 국가에서 거래된다. 특정 상품의 소유권이 현지에서 외국으로 거래되는 경우 이를 수출이라고 한다. 반대로, 재화의 소유자가 외국인에서 자국민으로 바뀌는 경우 수입으로 정의된다. 경상수지를 계산할 때 수출은 대변(돈의 유입)으로 표시되고 수입은 차변(돈의 유출)으로 표시된다.
- 서비스: 외국인이 현지에서 무형의 서비스(예: 관광)를 이용하고 현지인이 외국인으로부터 돈을 받는 경우에도 수출로 간주되어 신용이 된다.
- 본원 소득: 본원 소득은 개인 또는 국내 국적의 회사가 외국 신분을 가진 회사 또는 개인으로부터 돈을 받을 때 발생한다. 일반적으로 요인 소득의 영수증 (유입)은 대변으로 간주되고 요인 소득의 해외 지불 (유출)은 차변으로 간주된다. 예를 들어, 해외에서 매입한 채권이나 해외에서 보유한 예금에서 본국에서 받은 이자는 신용이다. 해외에 공장이 있는 본국 회사의 본국 송환 이익 또는 해외 회사에서 매입한 주식에서 본국 투자자에게 지급된 배당금도 신용이다.
- 이전 소득: 이전 소득은 특정 외국이 단순히 다른 국가에 통화를 제공하고 반환으로 받지 못한 상태에서 발생한다. 일반적으로 이러한 이전은 기부, 지원 또는 공식 지원의 형태로 이루어진다. 이민자의 송금은 현재 송금 잔액의 일부이다.

국가의 경상 수지는 다음 공식으로 계산할 수 있다.
```
* CA=(X-M)+NY+NCT
```

여기서 CA는 경상수지, X와 M은 각각 상품과 서비스의 수출입, NY는 해외 순이익, NCT는 순경상이체이다.
더 나아가 한 국가는 단순히 보이지 않는 무역수지의 가치에 가시적인 무역수지의 가치를 더함으로써 경상수지를 계산할 수 있다. 가시적 무역수지는 모든 유형 상품의 모든 수입과 수출의 차이의 총합인 반면, 보이지 않는 무역수지는 서비스의 수출과 수입의 차이에서 얻은 총액이다.

## 같이 보기
- 경상수지에 따른 나라 목록
- 국제수지
- 무역수지